# Alles Anders
Alles Anders é o quinto álbum da banda alemã Maerzfeld. Foi lançado no dia 3 de fevereiro de 2023.

## Temática
O título do álbum significa "tudo diferente", e o significado está em tudo o que aconteceu nos últimos 4 anos. Pandemia, guerras, Política internacional e até mesmo o próprio desenvolvimento da banda. Eles abordaram uma temática mais pesada, um novo contrato com uma gravadora mais conhecida foi assinado e novos membros na banda.
Neste álbum a banda regravou a música "Hübschlerin", do primeiro álbum "Tief".
Na música "Bakkushan", o nome é uma expressão japonesa que define uma mulher que é atraente quando vista de costas mas quando é vista de frente ela não é atraente.
A música "100 auf 0" aborda sobre como todos foram impactados com as restrições impostas no início da pandemia da COVID-19.
Em "Ich steige auf", é passada uma mensagem de que nunca se deve perder a esperança. É a música mais calma do álbum, acompanhada por um piano e sintetizadores leves.
"Keinen Sinn", fala sobre um homem que não vê mais sentido em sua relação.
"Lange nicht" fala sobre a alegria da banda em poder retornar aos palcos após todas as datas canceladas devido à situação pandemica. O refrão da música carrega a frase "Wir haben uns lange nicht gesehen" ("Não nos vemos há tanto tempo"). 

## Lista de Faixas
| N.º            | Título                  | Duração |  |
| 1.             | "Alles Anders"          | 3:13    |  |
| 2.             | "Wach auf"              | 3:24    |  |
| 3.             | "Bakkushan"             | 3:22    |  |
| 4.             | "Ich bin der Tod"       | 3:32    |  |
| 5.             | "100 auf 0"             | 3:29    |  |
| 6.             | "Ich steige auf"        | 3:54    |  |
| 7.             | "Keinen Sinn"           | 2:45    |  |
| 8.             | "Schönen Weltuntergang" | 3:17    |  |
| 9.             | "Hübschler:in"          | 2:55    |  |
| 10.            | "Plötzlich tut es weh"  | 4:54    |  |
| 11.            | "Lange nicht"           | 3:22    |  |
| Duração total: | Duração total:          | 38:49   |  |